# 고노토리 (열차)
고노토리(일본어: こうのとり)는 일본의 철도 회사인 서일본 여객철도가 운행하는 특급 열차이다. 신오사카역 ~ 후쿠치야마역·도요오카역·기노사키온센역 사이를 도카이도 본선 (JR 교토·고베 선)·후쿠치야마 선 (JR 다카라즈카 선)·산인 본선을 통해 잇고 있다. 서일본 여객철도의 기타긴키 지방 특급 운행 체계인 "기타킨키 빅 X 네트워크"의 한 축을 형성하고 있다.
"고노토리"는 황새를 의미하는데, 황새는 일본 정부가 지정한 천연기념물로, 멸종 위기에 놓였으나 효고현 도요오카시를 중심으로 복원이 이루어지고 있다. 상징색은 노란색 (●)으로, JR 다카라즈카 선의 노선색과 같다.

## 개요
신오사카 역과 효고현 구 단바 지구, 교토부 북부의 후쿠치야마시, 효고 현 서북부의 도요오카시 일대를 연결하고 있는 열차이다. 고노토리의 전신인 L특급 기타킨키 (L(エル)特急北近畿)는 1986년 11월 1일 일본국유철도가 시행한 시간표 개정과 함께, 후쿠치야마 선 다카라즈카역 ~ 후쿠치야마 역과 산인 본선 후쿠치야마 역 ~ 기노사키 역 (지금의 기노사키온센 역) 사이의 전철화가 이루어짐에 맞추어, 그 때까지 기동차로 운행되어 온 특급 "마츠카제"와 급행 "단바"·"다이센"을 통폐합하는 형태로 편성되어 운행을 시작했다.
그 후, 비전철화 구간이었던 기타킨키 단고 철도 미야즈 선·미야후쿠 선, 산인 본선 기노사키 역 이서 구간까지 운행하는 열차로서, "에델 단고" (エーデル丹後, 오사카역 ~ 아마노하시다테 역), "에델 돗토리" (エーデル鳥取, 오사카 역 ~ 구라요시역), "에델 기타킨키" (エーデル北近畿, 오사카 역 ~ 하마사카역)가 등장했다.
"에델 단고"는 1996년 기동차 특급 단고 디스커버리 (1999년 이후 단고 익스플로러)로 이름이 바뀌었고, 1999년까지 "기타킨키"와 병결하여 운행해왔다. 또한 1999년에는 지즈 급행선을 경유하는 슈퍼 하쿠토의 등장으로 운행 편수가 줄어들어 온 "에델 돗토리", "에델 기타킨키"가 기타킨키와 통합되었다.
그리고 2011년 3월 시간표 개정으로, 몬주, 단고 익스플로러를 통합하게 되면서, 지역 주민들의 요청으로 열차명을 지금의 "고노토리"로 바꾸게 되었다.

## 운행
2011년 3월 12일 기준으로, 신오사카 역 ~ 기노사키온센 역 사이에서는 왕복 6편, 신오사카 역 ~ 도요오카 역 사이에서는 왕복 1편, 신오사카 역 ~ 후쿠치야마 역 사이에서는 하행 7편·상행 5편이 운행되고 있다.
후쿠치야마 역에서 시종착하는 열차는 25호·27호·2호를 제외하고 모두 아마노하시다테 역까지 운행하는 하시다테, 기노사키온센 역까지 운행하는 기노사키와 환승할 수 있도록 되어 있다.

### 정차역
괄호 안의 역은 일부 열차만 정차하는 역이다.
- 신오사카 역 - 오사카역 - 아마가사키 역 - 다카라즈카역 - 산다역 - (신산다역) - (아이노 역) - 사사야마구치역 - (다니카와역) - 가이바라역 - (구로이역) - 후쿠치야마 역 - 와다야마역 - 요카역 - 에바라역 - 도요오카 역 - 기노사키온센 역

## 운행 열차
- 후쿠치야마 전차구 소속의 차량들이 투입되고 있다.

### 현재 운행하는 열차
- 287계
- 289계

### 퇴역 및 과거 운행 열차
- 183계
- 381계

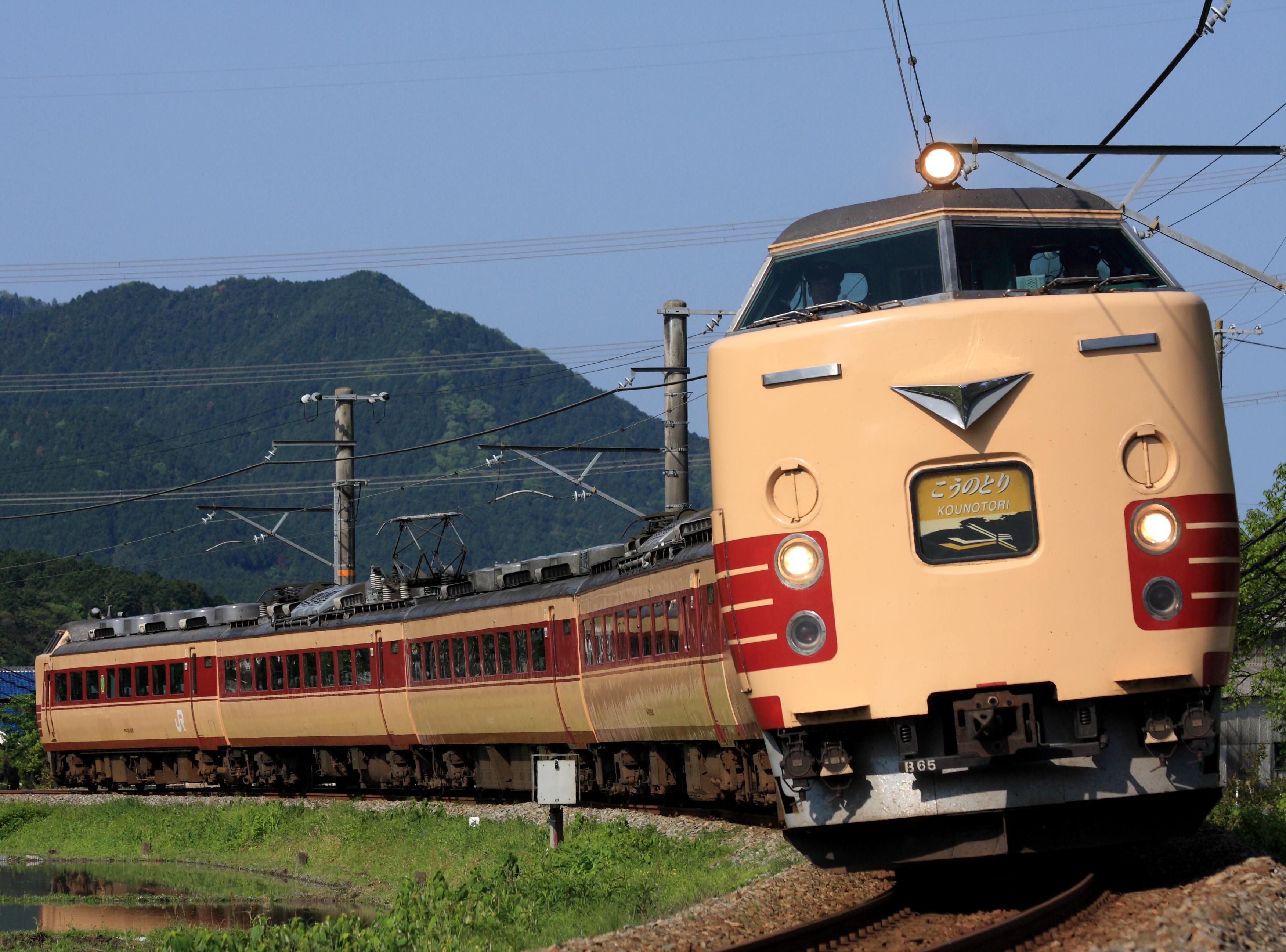
183계 전동차
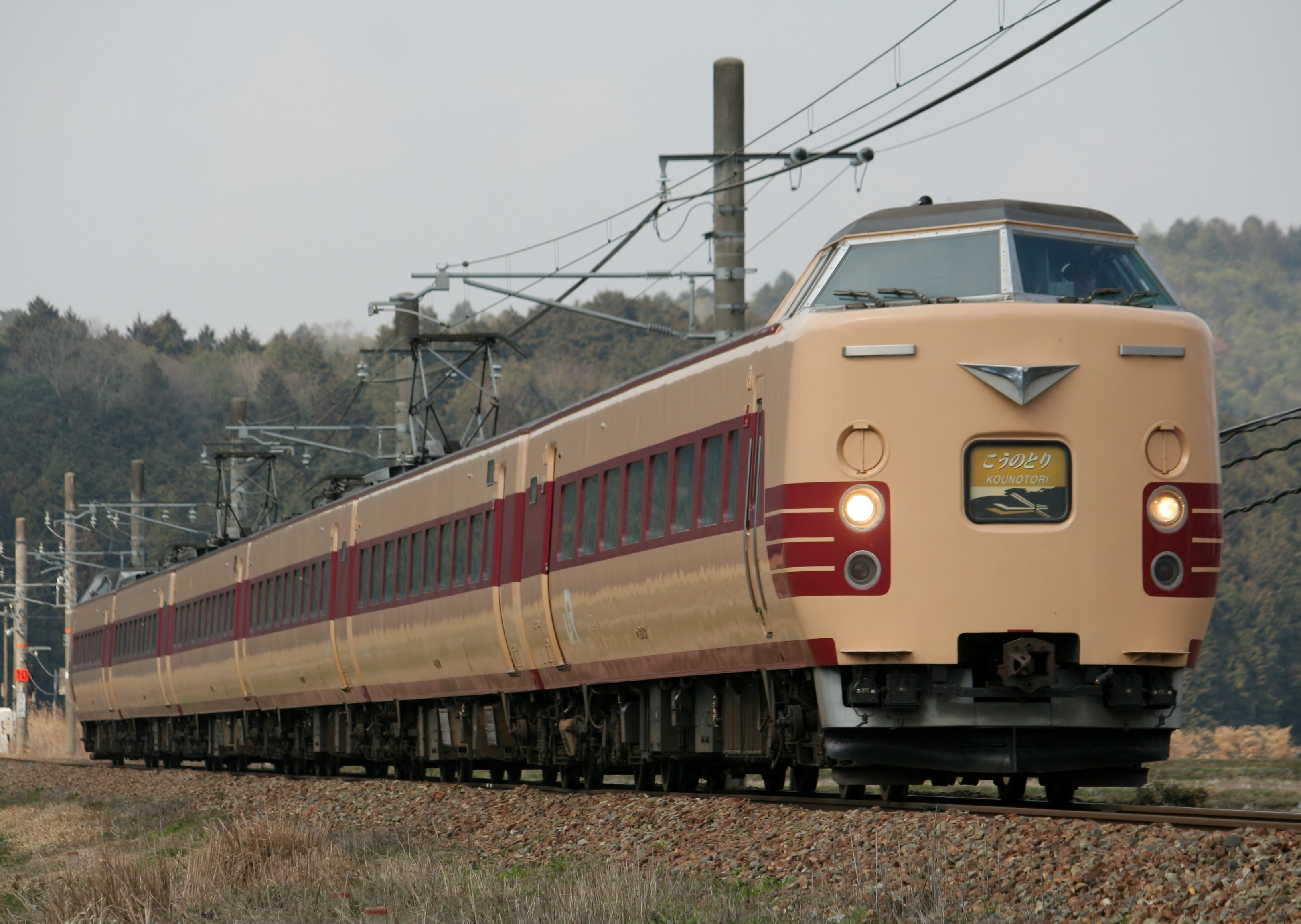
381계 전동차

## 같이 보기
- 기노사키 호